# Sungeoguk
Le sungeoguk (hangeul : 숭어국) est une soupe à base de truite et de poivre noir originaire de Pyongyang, capitale de la Corée du Nord.
Ce plat est réputé pour son importante valeur nutritive.

## Origines
Le sungeoguk est originaire de Corée du Nord.
Dès l'Antiquité, les truites pêchées dans le fleuve Taedong étaient déjà très populaires. À partir du IIe siècle après Jésus-Christ, à Pyongyang, ce plat est appelé Taedonggang sungeoguk (« soupe de la rivière Taedong ») et constitue la première soupe à base de truite.
Pour préparer le sungeoguk, il faut une truite dont on va retirer la tête, les organes internes et les nageoires. Une fois le poisson nettoyé, il est découpé en morceaux de 5 centimètres. Le filet et les grains de poivre sont placés dans une marmite d'eau bouillante. Quand le poisson est cuit, il est assaisonné au sel et on y ajoute de l'ail haché et du gingembre. Le sungeoguk est traditionnellement servi avec des oignons verts hachés et de la coriandre. Le tout est assaisonné avec du poivre noir.

## Traditions
Le sungeoguk peut être grillé, cuit à la vapeur ou servi avec des nouilles. Il est dégusté lors d'occasions très spéciales. Il est offert aux personnes importantes de passage à Pyongyang en signe de courtoisie.